# Etologija
Etologija (grčki: ἦϑος: običaj, narav, značaj + -logija) biologija je ponašanja, tj. grana biologije koja proučava ponašanje životinja uključujući ljude. Fokus etologije je ponašanje u prirodnim uvjetima, dok je biheviorizam usmjeren na proučavanje prirode, modela i specifičnih odgovora ponašanja u laboratorijski podešenim okolnostima.

## Metode
Temeljni metode etologije uvažavaju neophodnost analitičkih odgovora na nekoliko osnovnih pitanja.
Neka od ovih pitanja su:
1. koji (unutrašnji i vanjski) faktori uzrokuju odgovarajući odgovor u ponašanju,
2. što i kako upravlja ponašanjem i
3. kakva je priroda interakcije ponašanja i životne sredine.[3][4]

## Polje
Etologija ima veoma širok raspon istraživanja, od odnosa prema vlastitome tijelu i egzistenciji, preko međuindividualnih i međugrupnih odnosa promatrane vrste organizama, do proučavanja interspecijskih oblika ponašanja. Nastoji objasniti i dinamiku pojedinih načina (modela) ponašanja. Snažno je povezana s interaktivnim područjima neuroanatomije, ekologije, evolucijom i sličnih znanosti. Etolozi su zainteresirani i za moguće oblike međuindividualne, međugrupne i međuvrsne suradnje (ne)srodnika, agresije, teritorijalnosti, zavičajnosti (home range), altruizma i dr. oblika interakcije organizama kao što su simbioza, parazitizam, mutualizam.
U početnim fazama razvoja, biologija ponašanja je prihvaćena kao granično područje sa psihologijom. Tako i mnoge suvremena područja etologije počivaju na osnovnim spoznajama klasične zoopsihologije. U prošlosti su mnogi prirodnjaci proučavali moguće aspekte ponašanja životinja i ljudi. Moderna era etologije počinje tijekom 1930-ih, najprije u istraživanjima Nizozemca Nikolaasa Tinbergena i austrijskih biologa Konrada Lorenza i Karla von Frischa, grupnih dobitnika Nobelove nagrade za fiziologiju i medicinu (1973.). Lorenzov suradnik Tinbergen apelira da etologija obavezno treba uključivati četiri objašnjenja u svakome trenutku ponašanja:
1. funkcija – kako ponašanje utječe na izglede za opstanak i reprodukciju i zašto se, u određenima situacijama, reagira na isti, a ne na neki drugi način;
2. kauzalnost – što stimulira određeni odgovor i kako se on modificira nedavnim učenjem;
3. razvoj – kako se ponašanje mijenja sa starenjem i je li rano iskustvo neophodno za očitovanje određenoga modela ponašanja; i
4. evolucijska povijest – kako se određeno ponašanje može usporediti sa sličnim u srodnima vrstama i kako se razvija tijekom procesa filogeneze.[7][8]

Ostvarena objašnjenja na ovima razinama su komplementarna i interaktivna — svaki njegov trenutak odgovara objašnjenju na svakom od četiri spomenute razine.
Na početku 21. stoljeća posebna pažnja je usmjerena na životinjsku i ljudsku komunikaciju i emocije, životinjske „kulture”, učenje i seksualnu kondukciju. Razvijaju se i nova polja etologije, kao što je na primjer neuroetologija, a izvjesno je i otvaranje istraživanja o ponašanju neživotinjskih organizama kao što je primjera radi biljni svijet.

## Najpoznatiji etolozi
Popis najpoznatijih etologa ili znanstvenika koji su dali značajan doprinos etologiji (mnogi na popisu su komparativni psiholozi).
| - Robert Ardrey - Jonathan Balcombe - Patrick Bateson - Marc Bekoff - Ingeborg Beling - John Bowlby - Donald Broom - Wallace Craig - Charles Darwin - Marian Stamp Dawkins - Richard Dawkins - Viktor Dolnik - Irenäus Eibl-Eibesfeldt - John Endler - Jean-Henri Fabre - Dian Fossey - Karl von Frisch - Douglas P. Fry - Birutė Galdikas - Jane Goodall | - James L. Gould - Temple Grandin - Judith Hand - Clarence Ellis Harbison - Heini Hediger - Oskar Heinroth - Robert Hinde - Bernard Hollander - Sarah Hrdy - Julian Huxley - Julian Jaynes - Erich Klinghammer - John Krebs - Alistair Lawrence - Konrad Lorenz - Aubrey Manning - Eugene Marais - Peter Robert Marler | - Patricia McConnell - Desmond Morris - Martin Moynihan - Ivan Pavlov - Irene Pepperberg - Kevin Richardson - George Romanes - Thomas Sebeok - Barbara Smuts - William Homan Thorpe - Niko Tinbergen - Jakob von Uexküll - Frans de Waal - William Morton Wheeler - E. O. Wilson - Charles Otis Whitman - Amotz Zahavi |

## Galerija
- Razna životinjska ponašanja
- Ponašanje lisičje veverice (Sciurus niger) pri hranjenju.

## Vanjske poveznice
- Konrad Lorenz Institute for Evolution and Cognitive Research
- Center for the Integrative Study of Animal behaviour  Arhivirana inačica izvorne stranice od 23. listopada 2016. (Wayback Machine)
- Applied Ethology
- Ethology in the world of the horse – whisperers and new masters
- Abstracts of the XXIX Ethological Conference
- Center for Avian Cognition University of Nebraska (Alan Kamil, Alan Bond)

Dijagrami za Tinbergenova četiri pitanja
- The Four Areas of Biology
- The Four Areas of Biology AND levels of inquiry